# Arvidsjaur
Arvidsjaur (em sueco: Arvidsjaur;  ouça a pronúncia; em lapão Árviesjávrrie) é uma pequena cidade da província histórica da Lapônia, a 110 km do Círculo Polar Ártico. Tem cerca de 4 644 habitantes (2005) e é a sede do município de Arvidsjaur, no condado de Norrbotten situado no norte da Suécia. Historicamente, um ponto de encontro dos lapões, a Arvidsjaur dos nossos dias é uma localidade comercial e industrial.

## Etimologia
O nome geográfico Arvidsjaur é uma suequização de Ärviesjtivrrie, o nome de uma aldeia lapónica existente anteriormente no local.                                                                                                                                           Deriva das palavras lapónicas tirvies (doador generoso)  e  jcivrrie (lago), uma alusão a um "lago com peixe".                                                                                 
A localidade está mencionada como Arues järff by em 1600.